# Tschaja (Mariza)
Die Tschaja (auch Asseniza oder Tschepelarska; bulgarisch Чая, Асеница bzw. Чепеларска) ist ein kleiner Fluss in Bulgarien. Sie entspringt auf einer Höhe von 1.500 Meter in den Rhodopen und mündet nach 86 km in die Mariza. Die Tschaja fließt durch die Stadt Assenowgrad und die Dörfer Jugowo, Naretschenski bani und Batschkowo. Der größte Nebenfluss ist die Jugowska. Sie mündet beim Jugowskoto chantsche („Gasthaus Jugowo“). Dieses befindet sich zwischen den Dörfern Naretschenski bani, Jugowo und Batschkowo. Der Fluss wird vor allem durch die Fabriken rund um die Stadt Laki mit Blei und Zink verschmutzt, ein anderes Problem ist die Verunreinigung durch Müll. Entlang des Flusses gibt es zwei Wasserkraftwerke mit einem Regelarbeitsvermögen von 2.400 kWh.